# Toxins
Toxins ist eine wissenschaftliche Fachzeitschrift, die vom MDPI-Verlag nach dem Open-Access-Modell veröffentlicht wird. Die Zeitschrift erscheint derzeit mit vier Ausgaben im Jahr. Es werden Arbeiten veröffentlicht, die sich mit Toxinen beschäftigen.
Der Impact Factor lag im Jahr 2014 bei 2,938. Nach der Statistik des ISI Web of Knowledge wird das Journal mit diesem Impact Factor in der Kategorie Toxikologie an 28. Stelle von 87 Zeitschriften geführt.